# 古风暴学
古风暴学（Paleotempestology）是一门通过气候代理数据研究古代热带气旋的学科，由麻省理工的气象学家凯瑞·伊曼纽尔创建，1990年代开始在美国兴起。
它兴起的主要原因是科学家意识到不能只靠历史文献来研究古代风暴，这些文献经常太过简短。尤其是在美国，历史记载最多只能追溯到150年前。

### 引用
1. 1 2  Oliva, Peros & Viau 2017，第172頁.
2. ↑  Fan & Liu 2008，第2908頁.
3. ↑  Goslin & Clemmensen 2017，第81頁.
4. ↑  Oliva et al. 2018，第1664頁.
5. ↑  Frappier et al. 2007，第529頁.